# 나고야 대학
나고야 대학(일본어: 名古屋大学 나고야다이가쿠[*], 영어: Nagoya University)은 일본의 최상위권 명문 국립 대학이다. 대학 본부는 아이치현 나고야시 지쿠사구 후로 정(不老町)에 위치하고 있다. 일본의 최상위 대학 그룹인 제국대학중 하나로서 이 대학 출신 및 교수로 6명의 노벨상 수상자가 있다.

## 연혁
나고야 대학의 기원은 1871년에 설립된 가병원(假病院) · 가설 의학교(假醫學校)이다.
- 1873년 병원 의학 강습장(病院醫學講習場)으로서 재발족.
- 1876년 공립 의학소로 개칭.
- 1878년 공립 의학교로 개칭.
- 1881년 아이치(愛知) 의학교로 개칭.
- 1901년 아이치 현립 의학교로 개칭.
- 1903년 아이치 현립 의학 전문학교로 승격.
- 1920년 대학령에 의한 아이치 의과 대학(愛知醫科大學)으로 승격.
- 1931년 관립(국립) 나고야 의과 대학으로 개칭.
- 1939년 나고야 제국대학(名古屋帝國大學) 의학부가 됨.
- 1940년 이공학부 개설 (1942년 개조: 이학부, 공학부).
- 1947년 구제(舊制) 나고야 대학으로 개칭.
- 1948년 법경학부와 문학부를 설치.
- 1949년 (구제)나고야 대학, 다이하치 고등학교[1](第八高等學校), 나고야 경제 전문학교[2](名古屋經濟專門學校), 오카자키 고등 사범학교[3](岡崎高等師範學校)를 통합해, 신제(新制) 나고야 대학 발족.
- 1950년 법경학부를 개조: 법학부, 경제학부.
- 1951년 농학부를 설치.
- 1993년 정보문화학부를 설치.

## 캠퍼스

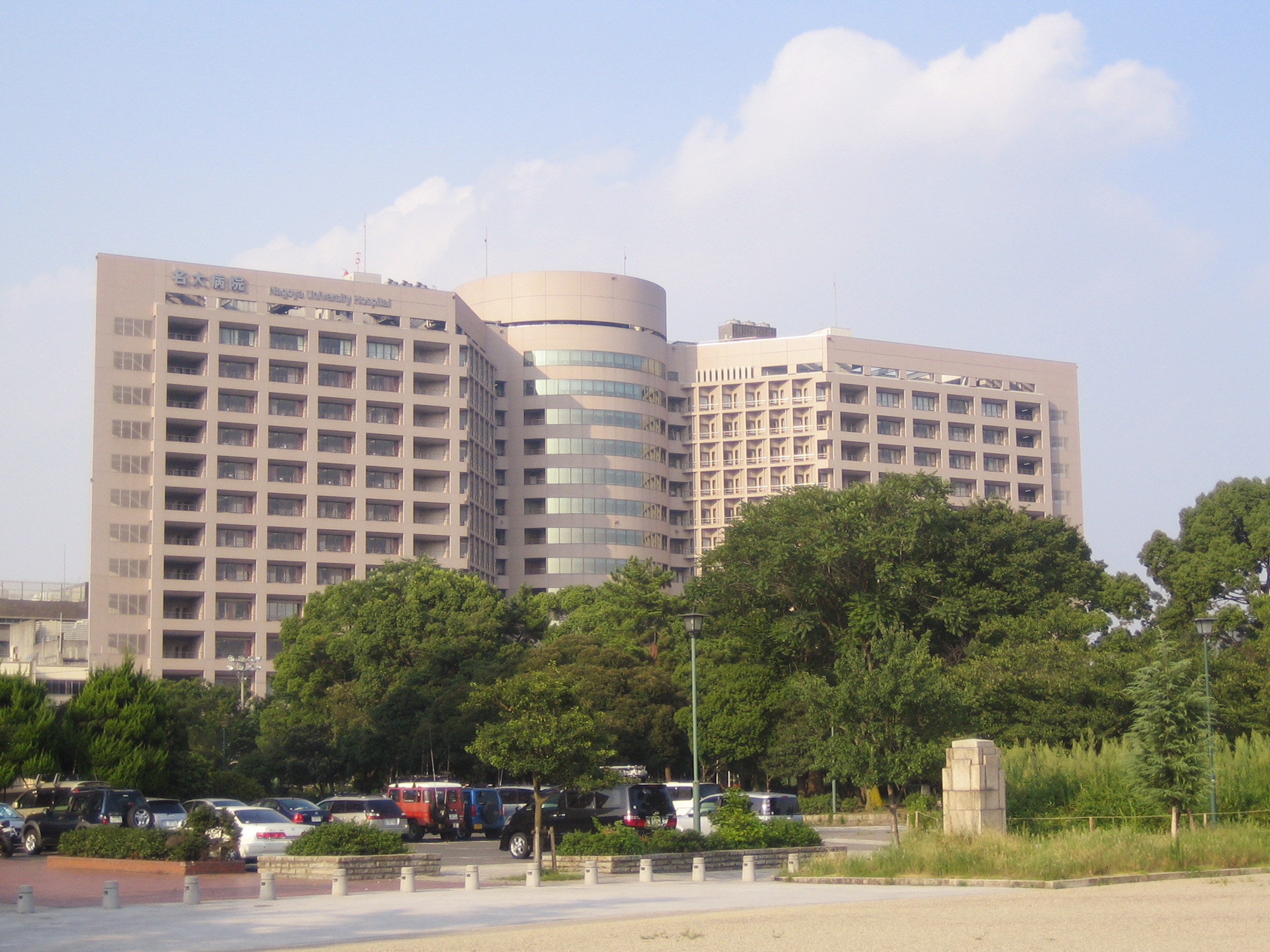
의학부 부속 병원(쓰루마이 캠퍼스)

- 히가시야마(東山) 캠퍼스: 대학 본부 캠퍼스.
- 아이치현 나고야시 지쿠사 구(千種區) 후로 초(不老町)
- 쓰루마이(鶴舞) 캠퍼스: 의학부 캠퍼스.
- 아이치 현 나고야 시 쇼와 구(昭和區) 쓰루마이 초(鶴舞町) 65
- 다이코(大幸) 캠퍼스: 의학부 보건학과 캠퍼스.
- 아이치 현 나고야 시 히가시 구(東區) 다이코 미나미(大幸南) 1-1-20
- 도요카와(豊川) 캠퍼스: 태양지구환경 연구소 도요카와 분실(分室).
- 아이치 현 도요카와시(豊川市) 호노하라(穗ノ原) 3-13

## 평가
- 구제국대학 중 하나로, 홋카이도 대학, 도호쿠 대학, 도쿄 대학, 동경공업대학, 교토 대학, 오사카 대학, 규슈 대학 등과 함께 일본 최고 명문대학으로 꼽힌다.
- 2020년 QS World University Rankings™ 대학 평가에서는 종합대학평가 세계 115위(일본 6위)를 기록하였다.[4]
- 2020년 Academic Ranking of World Universities 대학 평가에서는 종합대학평가 세계 83위(일본 3위)를 기록하였다.[5]
- 2020년 Times Higher Education Japan University Rankings 대학 평가에서는 종합대학평가 일본 5위를 기록하였다.[6]

### 노벨상 수상자
- 아마노 히로시
- 아카사키 이사무
- 고바야시 마코토
- 마스카와 도시히데
- 시모무라 오사무
- 노요리 료지